# Stanislao Mattei

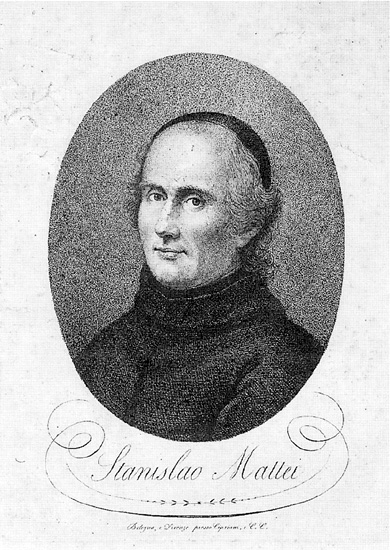
Stanislao Mattei

Stanislao Mattei O.F.M.Conv. (Bologna, 10 febbraio 1750 – Bologna, 12 maggio 1825) è stato un francescano, compositore e gregorianista italiano.

## Vita e opere
Nato da modesta famiglia di artigiani, conobbe il padre Giovanni Battista Martini cui divenne allievo e che seguì nella vita religiosa come frate minore conventuale. «Fu sacerdote esemplare e tanta era la stima che aveva lo stesso padre Martini da sceglierselo per confessore».
Nel 1776 fu lo stesso Martini a volerlo - nonostante l'opposizione dell'Accademia dei filarmonici - suo coadiutore e sostituto nella conduzione della Cappella Musicale di S. Francesco di Bologna, di cui sarà poi titolare dopo la morte del maestro. Per pochi mesi, nel 1809, fu maestro di Cappella al Santo di Padova e, sino alla morte, a S. Petronio di Bologna. 
In seguito alla soppressione napoleonica delle corporazioni religiose del 1797 prese alloggio con la madre in via Nosadella dedicandosi all'insegnamento privato. Insegnò contrappunto al Liceo filarmonico di Bologna (ora Conservatorio Giovanni Battista Martini), dove ebbe tra i suoi allievi Rossini, Donizetti, Gaetano Corticelli, Giuseppe Vianesi (v. Pellegrini-Vianesi) e Morlacchi. 
Compose soprattutto musica sacra in gran parte inedita. Di lui si conservano circa quattrocento composizioni presso la biblioteca del Conservatorio e l'archivio musicale del convento di S. Francesco della sua città.

## Curiosità
- A Stanislao Mattei è intitolato il Gruppo campanari costituito in Bologna l'11 febbraio 1934[5]-
- Al p. Mattei sono intitolate le vie di alcune località italiane: Bologna[6]; Castiglione dei Pepoli (Bologna); Catania; Dolianova (Cagliari).
- Nella città di Bologna sono collocate due lapidi che fanno riferimento all'attività del p. Mattei: la prima in via Nosadella, sulla parete esterna del civico 38 (già 642) dove egli dimorò con la madre[7]; la seconda all'interno della basilica di San Francesco collocata nel 1926 in occasione della traslazione dei suoi resti mortali dal cimitero della Certosa[8].